# Kejvsalö västra fjärd
Kejvsalö västra fjärd (finska: Keipsalon läntinen selkä) är en fjärd i Finland. Den ligger i landskapet Nyland, i den södra delen av landet, 70 km öster om huvudstaden Helsingfors.